# 西康線
西康線（せいこうせん、中文表記: 西康铁路）は中華人民共和国陝西省西安市と安康市を結ぶ全長267.49kmの鉄道路線。複線・電化・設計速度160km/h。